# Tenis en los Juegos Olímpicos de Los Ángeles 2028
El torneo de tenis en los Juegos Olímpicos de Los Ángeles 2028 se realizará en el Estadio de Tenis del Dignity Health Sports Park de Carson en julio de 2028.